# Яланець 2
Яла́нець 2 — зупинний пункт Шевченківської дирекції Одеської залізниці на вузькоколійній залізниці (ширина — 75 см) Гайворон — Рудниця між станціями Рудниця (41 км) та Бершадь (13 км).
Розташований у селищі Яланець Бершадського району, на межі з Чечельницьким районом Вінницької області.
Найближчі села — Білий Камінь (1 км), Рогізка (3 км), Ольгопіль (7 км) Чечельницького району Вінницької області. Поруч пролягає автошлях Р54.

## Історія
Станція виникла у 1899 році. Тоді вона називалася станцією Яланець. Але оскільки зараз на вузькоколійці уже немає вантажної роботи, зараз сусідня платформа 33 км називається Село Яланець, бо вона в самому селі, а на колишній станції Яланець вивісили табличку «Яланець 2».

## Пасажирське сполучення
На станції Яланець зупиняються приміські поїзди:
| Приміські поїзди по станції Яланець 2 | Приміські поїзди по станції Яланець 2 | Приміські поїзди по станції Яланець 2 |
| №                                     | Маршрут сполучення                    | Періодичність курсування              |
| ------------------------------------- | ------------------------------------- | ------------------------------------- |
| 6272                                  | Рудниця — Гайворон                    | Щоденно з 14 жовтня 2021 року         |
| 6271                                  | Гайворон — Рудниця                    | за вказівкою                          |
| 6274                                  | Рудниця — Гайворон                    | за вказівкою                          |
| 6273                                  | Гайворон — Рудниця                    | Щоденно з 14 жовтня 2021 року         |

## Галерея

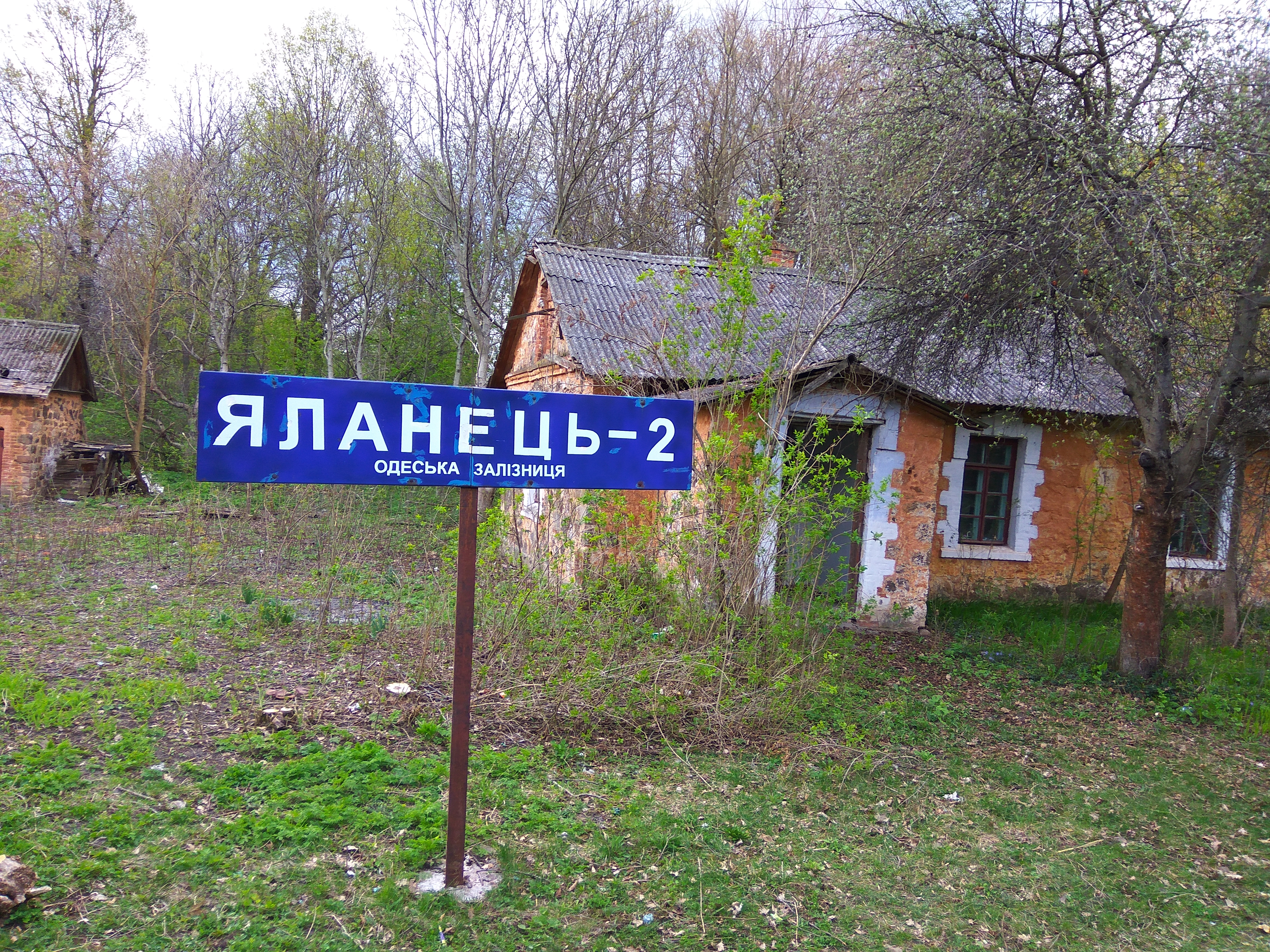
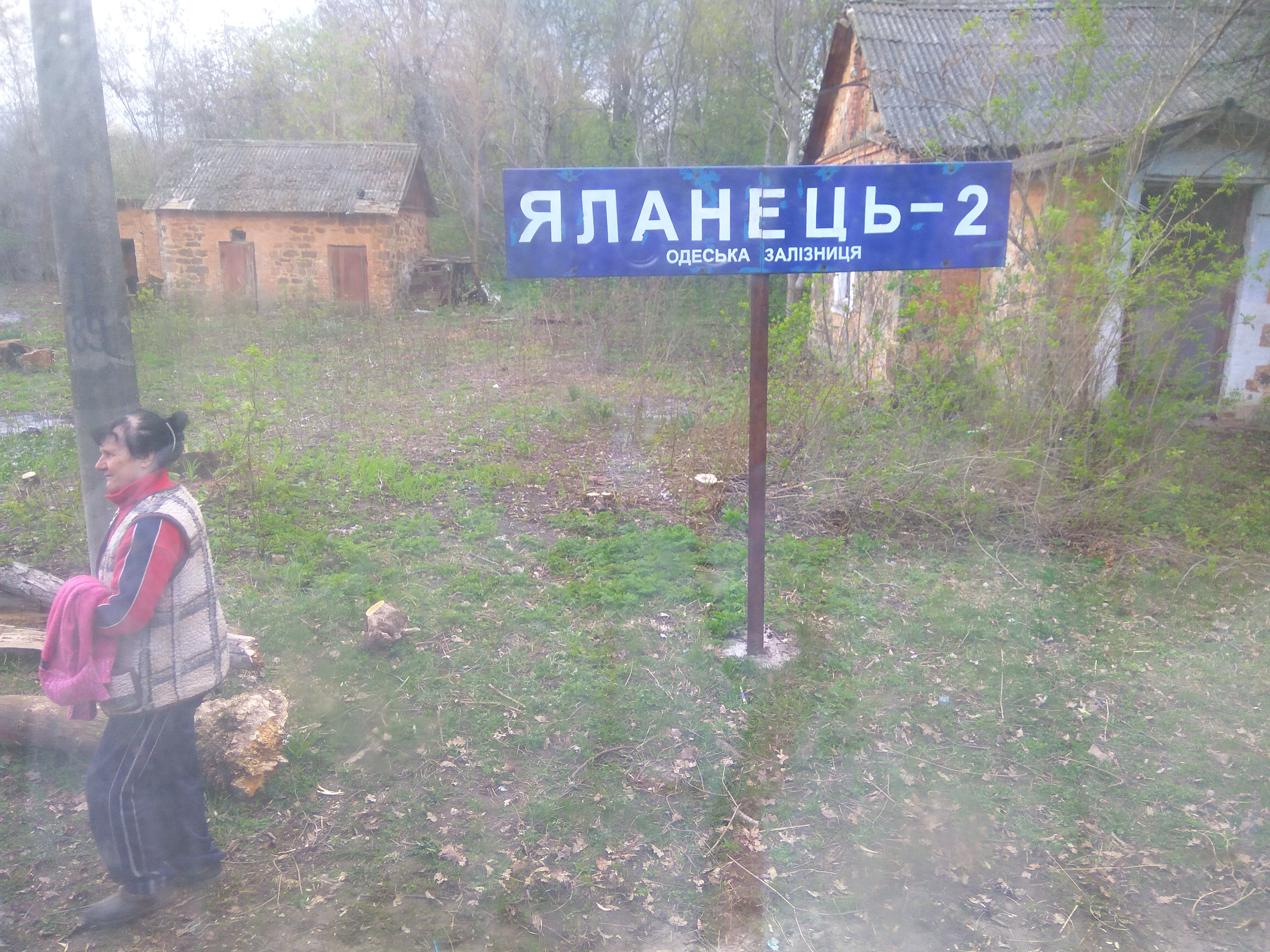